# Ischnotoma pectinella
Ischnotoma pectinella är en tvåvingeart som först beskrevs av Alexander 1940. Ischnotoma pectinella ingår i släktet Ischnotoma och familjen storharkrankar.
Artens utbredningsområde är Panama. Inga underarter finns listade i Catalogue of Life.